# Baeoglossa
Baeoglossa é um género de coleópteros carabídeos pertencente à subfamília Anthiinae.

## Espécies
O género Baeoglossa contém as seguintes espécies:
- Baeoglossa anthracina (Gueron-Meneville, 1847)
- Baeoglossa villosa (Thunberg, 1806)